# 王美芳
王美芳（1949年2月—），女，北京人，中国画家，曾任中国美术家协会理事。擅长工笔仕女画。

## 家庭
丈夫赵国经。